# Terpenia

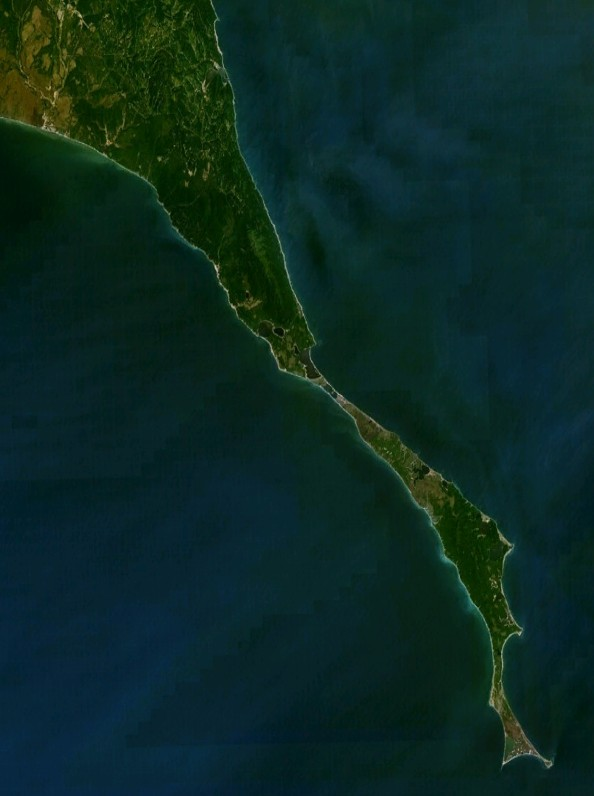
Satellietbeeld (NASA) van het schiereiland

Terpenia (Russisch: Терпения; "geduld") is een schiereiland aan oostzijde van het Russische eiland Sachalin, ten oosten van de Golf van Geduld en ten westen van de Zee van Ochotsk. Vanwege haar vorm en locatie wordt het schiereiland ook wel de "ruggevin" van de 'vis' Sachalin genoemd. Het schiereiland vormt onderdeel van het natuurgebied zapovednik Poronajski.

## Geografie
Het schiereiland steekt tot 65 kilometer de zee in en eindigt in Kaap Georgia (zuidwest) en Kaap Terpenia (zuidoost), waartussen zich de zuidelijke Senjavinabaai bevindt. De breedte van het schiereiland varieert tussen de 800 meter (de landengte Lodotsjny) en de 35 kilometer (noorden) en de hoogte loopt op tot 350 meter. De nauwe landengte was vroeger een zeestraat en het zuidelijk deel van het schiereiland daarmee een eiland. Op het schiereiland bevinden zich ruim 20 lagunes, waarin vissoorten als bermpje en Salvelinus leucomaenis voorkomen. Ook bevinden zich er een aantal kleine beken, variërend in lengte van 2 tot ongeveer 15 kilometer, waarin vaak watervallen voorkomen. De meer bergachtige delen van het schiereiland zijn bedekt met bossen met veel zilversparren, lariksen en Betula paraermanii. Hogerop (toendraovergangszone) groeit een enkele lariks en struikgewas van dwergberk (exilis). Meer naar de lagere kust groeien veel struiken en onderbegroeiing van kamperfoelie en bessenstruiken als bosbes, blauwe bosbes, veenbes en rode bosbes. In moerassige gebieden groeien ook cranberry's.
Diersoorten op het schiereiland zijn de bruine beer, rendier, veelvraat, otter, vos, sneeuwhaas, eekhoorn, Siberische grondeekhoorn en een groot aantal muizensoorten. Rondom het schiereiland leven onder andere potvissen, orkas, dolfijnen en veel zeehonden, die kolonies vormen langs de rotskusten, soms tot ruim 400 exemplaren. Op het schiereiland komen verder veel zeevogels voor als Uria (alken), Buteo (buizerden), meeuwen en Sterna (sternen).
Het schiereiland is bezaaid met menselijke overblijfselen uit vroegere perioden. Twee kilometer van Kaap Terpenia bevindt zich bijvoorbeeld het graf van een aantal Russische soldaten die in 1889 omkwamen nadat ze met de geconfisqueerde Amerikaanse schoener Roza in een storm schipbreuk leden op de kaap na het eiland Tjoeleni tegen stropers te hebben bewaakt. Op Kaap Davydov bevinden zich de overblijfselen van een Japanse krabfabriek en verschillende Japanse bunkers uit de Tweede Wereldoorlog.